# Cicero (Zeitschrift)
Cicero – Magazin für politische Kultur ist ein in Deutschland monatlich erscheinendes politisches Magazin mit konservativer Ausrichtung. Es wird in Berlin vom Res Publica Verlag produziert. Es wurde 2004 von Wolfram Weimer unter Mitwirkung u. a. von Markus Hurek gegründet. Von 2012 bis 2021 war Christoph Schwennicke Chefredakteur, 2016 bis 2021 gemeinsam mit Alexander Marguier Co-Chefredakteur und Mitherausgeber.

## Geschichte
Im Frühjahr 2004 gründete der Journalist Wolfram Weimer das Magazin für politische Kultur mit dem Ziel, ein Pendant zu den großen US-Magazinen The New Yorker und The Atlantic in deutscher Sprache zu etablieren. Cicero sollte zugleich das erste Politikmagazin aus Berlin werden. Finanziert wurde das Projekt vom Ringier-Verlag, der in der Schweiz die Boulevardzeitung Blick und weitere Publikationen herausgibt. Die Erstausgabe erschien am 25. März 2004. Seit Mai 2016 erscheint Cicero im Res Publica Verlag, der im Rahmen eines Management-Buy-outs gegründet wurde. Im Januar 2021 verkaufte Christoph Schwennicke seine Anteile an den Finanzmanager Dirk Notheis und verließ das Unternehmen.

### Geheimgutachten Verfassungsschutz
Am 13. Mai 2025 veröffentlichte Cicero das gesamte Geheimgutachten des Verfassungsschutzes zur AfD, das zur Hochstufung der AfD als „gesichert rechtsextrem“ geführt hatte. Bundesinnenministerin Nancy Faeser hatte es – an ihrem vorletzten Arbeitstag vor dem Regierungswechsel – als Verschlusssache – nur für den Dienstgebrauch – einstufen lassen. Begründung der Redaktion für die Veröffentlichung: „Weil wir daran glauben, dass Demokratie nicht ohne Transparenz und kritische Öffentlichkeit funktionieren kann, veröffentlichen wir es in Gänze. Nur so können sich die Leser selbst ein Bild machen.“ Außerdem enthalte das Gutachten nur bereits veröffentlichte Informationen.

## Juristische Auseinandersetzungen

### Illegale Durchsuchungen – „Cicero-Affäre“(2005)
Im September 2005 ließ die Staatsanwaltschaft Potsdam die Redaktionsräume des Magazins durchsuchen. Anlass war der Artikel Der gefährlichste Mann der Welt im April-Heft, in dem der Journalist Bruno Schirra den jordanischen Terroristen Abū Musʿab az-Zarqāwī porträtiert und dabei Informationen aus Verschlusssachen des Bundeskriminalamtes zitiert hatte. Es handelte sich um einen ausführlichen Auswertungsbericht vom 6. September 2004 mit 125 Seiten und 392 Fußnoten. Die deutsche Presse kritisierte die Durchsuchung als Angriff auf den unabhängigen Journalismus, wobei Parallelen zur Spiegel-Affäre von 1962 gezogen wurden. Cicero-Chefredakteur Weimer und Schirra wurde Beihilfe zum Geheimnisverrat vorgeworfen. FDP, Die Grünen und Die Linkspartei.PDS erwogen einen parlamentarischen Untersuchungsausschuss dazu. Im Oktober 2005 fand darum eine Sondersitzung des Bundestagsinnenausschusses statt, bei der der politisch verantwortliche Bundesinnenminister Otto Schily in nichtöffentlicher Sitzung zu Vorwürfen der Staatsanwaltschaft Stellung beziehen sollte, die wegen Verdachts des Geheimnisverrates initiierte Durchsuchung bei Cicero sei unverhältnismäßig gewesen.
Am 21. und 22. November 2006 verhandelte der Erste Senat des Bundesverfassungsgerichtes in der Angelegenheit und urteilte am 27. Februar 2007, die Durchsuchung habe einen erheblichen Eingriff in die Pressefreiheit dargestellt. Sie sei daher verfassungswidrig gewesen (Cicero-Urteil, Az: 1 BvR 538/06). Dem Urteil zufolge reicht der bloße Verdacht, dass ein Journalist Beihilfe zum Geheimnisverrat geleistet haben könnte, nicht aus, um die Räume einer Redaktion zu durchsuchen. Die Vorgänge erfuhren in den Medien breite Aufmerksamkeit als „Cicero-Affäre“.

### Kontroverse um Kernkraftwerke (2022)
2022 setzte sich Cicero mit einer Klage auf Akteneinsicht gegen das Bundeswirtschaftsministerium durch. Redakteur Daniel Gräber hatte Einsicht in interne Unterlagen zur 2022 geführten Debatte um eine Laufzeitverlängerung der deutschen Kernkraftwerke verlangt und bekam vor dem Verwaltungsgericht Berlin Recht. In seinem daraufhin erschienenen Artikel warf er „Strippenzieher(n) der Grünen“ vor, den Entscheidungsprozess manipuliert zu haben, um den Atomausstieg durchzusetzen. Der Blog Volksverpetzer veröffentlichte einen „Faktencheck“, woraufhin ihn Cicero abmahnte und den Erlass einer einstweiligen Verfügung beantragte. Nachdem die zuständige Kammer des Landgerichts Hamburg zu erkennen gab, dass sie dem Antrag nicht stattgeben würde, nahm Cicero den Antrag zurück. Damit darf der Volksverpetzer weiterhin schreiben, dass Cicero in dem Artikel Dinge „dazugedichtet“ habe. Die Bundestagsfraktion von CDU und CSU setzte aufgrund der Cicero-Recherchen einen parlamentarischen Untersuchungsausschuss ein, der sich im Juli 2024 konstituierte.

## Mitarbeiter und Ressorts
Wolfram Weimer war Gründer von Cicero und bis zum 31. Januar 2010 dessen Chefredakteur. Am 1. Februar 2010 übernahm der bisherige Zeit-Herausgeber und SPD-Politiker Michael Naumann die Chefredaktion. Im Mai 2012 wurde er von Christoph Schwennicke abgelöst. Im Rahmen eines Management-Buy-Outs wurde der Titel zum 1. Mai 2016 von Schwennicke und Alexander Marguier übernommen, die der Redaktion als Chefredakteure vorstanden.
Seit Schwennickes Ausstieg ist Alexander Marguier alleiniger Chefredakteur. Stellvertretender Chefredakteur und Ressortleiter Kultur ist Ralf Hanselle. Das Wirtschaftsressort wird geleitet von Daniel Gräber. Verantwortlich für das Innenpolitik-Ressort ist Volker Resing.
Neben bekannten Gastautoren (die Titelgeschichte der Erstausgabe verfasste der damalige Bundeskanzler Gerhard Schröder, in der zweiten Ausgabe stammte sie von Martin Walser) arbeitete ein fester Kreis von Journalisten regelmäßig für Cicero, darunter Maxim Biller, Wolfram Eilenberger, Wladimir Kaminer und Klaus Harpprecht († 2016). Eine Zeitlang gab es eine Kolumne des deutschen Oscar-Gewinners Florian Henckel von Donnersmarck. Später stießen zu den festen Kolumnisten die Schriftstellerin Sophie Dannenberg, der Publizist Frank A. Meyer, der Ökonom Daniel Stelter, der deutsche Diplomat Stefan aus dem Siepen und der Kunsthistoriker Beat Wyss. Der SPD-Politiker Mathias Brodkorb ist seit 2018 Autor des Magazins. Seit 2022 analysiert Thomas Urban, früherer Osteuropa-Korrespondent der Süddeutschen Zeitung, Entwicklungen im ehemaligen Sowjetblock.

## Politische Ausrichtung
Von der Christlichen Medieninitiative pro wurde die redaktionelle Linie der Anfangsjahren als „modern-konservativ“ beschrieben. Als der SPD-Politiker Michael Naumann 2010 den Posten des Chefredakteurs übernahm, warf ihm Alexander Görlach von The European vor, das Blatt nach links zu rücken. Dies bestritt Naumann mit der Begründung, die Kategorien „links“ und „rechts“ hätten in der – damaligen – politischen Landschaft keine Bedeutung mehr. Christoph Schwennicke erklärte 2012 bei seinem Antritt als Chefredakteur, Cicero solle „sein wie Joachim Gauck […] links, liberal und konservativ“. Noch im Dezember 2014 kritisierte die Titelgeschichte die Abschottung Europas und eine Das-Boot-ist-voll-Mentalität und porträtierte Flüchtlinge.
Bei der Flüchtlingskrise im Herbst 2015 bezog das Magazin – früher und deutlicher als andere Medien – eine kritische Haltung zur Politik Angela Merkels. Daraufhin konstatierten unter anderem die taz einen Rechtsruck von Cicero. Stefan Winterbauer wies hingegen im Branchendienst Meedia im September 2016 den Vorwurf zurück, Cicero sei ein „rechtsextremes Hetzblatt“ geworden: Zwar fänden sich lange Artikel, die die Flüchtlingspolitik Merkels kritisierten, aber auch Beiträge über liberale Muslime und einen „Vorzeige-Flüchtling“. In der Fachzeitschrift Journalist beschrieb Catalina Schröder im April 2017 ihren Eindruck, im Cicero werde „AfD-Gedankengut so elegant verpackt, dass es beim ersten Hinhören gutbürgerlich klingt“. In einem Beitrag für die Branchenseite Übermedien schrieb Arno Frank 2019 über Cicero: „Für ganz links zu rechts, für ganz rechts zu mittig.“ Eine rechte Tendenz sei erkennbar, „Ideologie eher nicht“.

## Layout
An Kunst auf dem Cover und ein langes Editorial, das den Autoren gewidmet ist, schließen sich die vier Ressorts Weltbühne (Außenpolitik), Berliner Republik (Innenpolitik), Kapital (Wirtschaft), Salon (Gesellschaft, Kultur) an. Das Magazin verwendet einen Rot-Ton als Hausfarbe sowie großformatige Fotos und Karikaturen.
Bisher erschienen folgende spezielle Ausgaben des Cicero:
- Im Jahre 2006 erschien die Cicero Double-Edition mit einer am Kiosk erhältlichen Schwarzweiß-Ausgabe sowie einer kostenfrei anforderbaren, zweiten farbigen Ausgabe. Beide Ausgaben waren redaktionell völlig unterschiedliche, aber miteinander verschränkte Hefte.
- Im Jahre 2007 erschien eine Cicero-Ausgabe mit 160.000 individualisierten Covern sowie weltweit erstmals 160.000 verschiedenen BMW-Anzeigen.[27]
- 2008/2009 erschien eine Cicero-XXL-Ausgabe in doppelter Größe (ca. 28 × 40 cm). Wie die Double Edition von 2006 wurde auch die XXL-Ausgabe zum üblichen Preis verkauft.
- 2012 erschien eine Cicero-Tatort-Ausgabe, deren Cover die Tatort-Kommissare des jeweils nächstgelegenen Tatort-Schauplatzes zeigte. Insgesamt gab es 20 verschiedene Tatort-Cover.
- 2015 erschien die Juli-Ausgabe mit zwei unterschiedlichen Covern zur GEZ-Finanzierung der öffentlich-rechtlichen Rundfunkanstalten. Die Cover nahmen Bezug auf die ARD (aggressiv wirkende Maus mit Zigarre) und auf das ZDF (aggressiv wirkendes Mainzelmännchen mit Zigarre).
- 2019 erschien die November-Ausgabe von Cicero mit vier unterschiedlichen Covern zu möglichen Kanzlerkandidaten der CDU (Markus Söder, Armin Laschet, Friedrich Merz und Jens Spahn neben Annegret Kramp-Karrenbauer).

## Auflage
Obwohl sich seit der Gründung des Focus (1993) kein weiteres neues politisches Magazin auf dem deutschen Zeitschriftenmarkt halten konnte und mit dem TransAtlantik bereits ein ähnlich gelagerter Versuch in den 1980er Jahren gescheitert war, konnte Cicero sich auf dem Markt mit einer verkauften Auflage von gegenwärtig 54.211 Exemplaren etablieren. Die verkaufte Auflage ist seit 2005 um 18,1 Prozent gesunken. Der Rückgang der Verkaufszahlen im Jahr 2016 geht auf die Verringerung der Lesezirkel und Bordexemplare nach dem Verlagswechsel zurück. Der Anteil der Abonnements an der verkauften Auflage liegt bei 67,1 Prozent.
| 1998 | 1999 | 2000 | 2001 | 2002 | 2003 | 2004 | 2005  | 2006  | 2007  | 2008  | 2009  | 2010  | 2011  | 2012  | 2013  | 2014  | 2015  | 2016  | 2017  | 2018  | 2019  | 2020  | 2021  | 2022  | 2023  | 2024  |
| ---- | ---- | ---- | ---- | ---- | ---- | ---- | ----- | ----- | ----- | ----- | ----- | ----- | ----- | ----- | ----- | ----- | ----- | ----- | ----- | ----- | ----- | ----- | ----- | ----- | ----- | ----- |
|      |      |      |      |      |      |      | 66189 | 70252 | 75193 | 78112 | 82093 | 82751 | 83118 | 83128 | 83317 | 83555 | 84233 | 69039 | 67877 | 65764 | 62951 | 45115 | 41206 | 41019 | 44472 | 55934 |

| 1998 | 1999 | 2000 | 2001 | 2002 | 2003 | 2004 | 2005  | 2006  | 2007  | 2008  | 2009  | 2010  | 2011  | 2012  | 2013  | 2014  | 2015  | 2016  | 2017  | 2018  | 2019  | 2020  | 2021  | 2022  | 2023  | 2024  |
| ---- | ---- | ---- | ---- | ---- | ---- | ---- | ----- | ----- | ----- | ----- | ----- | ----- | ----- | ----- | ----- | ----- | ----- | ----- | ----- | ----- | ----- | ----- | ----- | ----- | ----- | ----- |
|      |      |      |      |      |      |      | 12826 | 17961 | 22709 | 23216 | 26150 | 26569 | 27111 | 26072 | 24710 | 25804 | 26522 | 26922 | 29432 | 28372 | 27568 | 30572 | 29307 | 28267 | 32783 | 40465 |

## Auszeichnung
Beim LeadAward 2019 wurden die Cicero-Chefredakteure Alexander Marguier und Christoph Schwennicke mit dem Bronzepreis in der Rubrik „Blattmacher/in des Jahres – Magazin Debatte“ ausgezeichnet.